# Povijest Armenije
Povijest Armenije je povijest Armenaca, države Armenije i prostora na kojem se ona danas nalazi.

## Drevna povijest
Armenija se nalazi na visoravni koja okružuje biblijsku planinu Ararat na kojoj je Noina arka pristala nakon velike poplave (Knjiga postanka 8:4). Nadavna arheološka istraživanja su pronašla najstariju kožnu cipelu (iz oko 5500. pr. Kr.), suknju i pogon za proizvodnju vina iz oko 4000. pr. Kr., što svjedoči o razvijenoj kulturi ranog brončanog doba. Prema predaji, Noin pra-praunuku, Haik (Հայկ) je bio vođa naroda koji je 2492. pr. Kr. pobijedio Babilonskog kralja Bela (Nimrod) i uspostavio prvu Armensku državu Haik na području Ararata.
Nekoliko drevnih carstava se prostiralo na područjima Armenije, kao što su Hetitsko Carstvo (na vrhuncu moći), Huritsko kraljevstvo Mitani (oko 1500. – 1300. pr. Kr. na povijesnom području jugozapadne Armenije) i Konfederacije Hajasa (oko 1500. – 1200. pr. Kr. na ostalom području Armenije), te Naroda Nairi (12. – 9. stoljeće pr. Kr.) i Kraljevstva Urartu (1000. – 600. pr. Kr.). Svaki od ovih naroda i plemena je sudjelovalo u oblikovanju Armenskog naroda
Kralj Urartua, Argištis I. je osnovao armensku prijestolnicu Erevan 782. pr. Kr. Oko 600. pr. Kr. na vlast u Armeniji dolazi dinastija Orontida koji su osnovali prvo Armensko Kraljevstvo.
Najstariji zapis imena armenske države su staroperzijski "Behistunski natpisi" iz 515. pr. Kr. i to kao Armina (    ) i zapis Hekateja Miletskog na starogrčkom (Αρμενια, tj. Armenia, po armenskom vođi Aramu, koji je prema legendi bio šesti član Haikove loze (praunuk Haikova praunuka) iz 476. pr. Kr.

## Kraljevina Armenija
Armenija je za vladavine Tigrana Velikog (95. – 66. pr. Kr.) postala jednom od najvažnijih kraljevstava u području između Crnog mora, Sredozemlja i Kaspijskog jezera. Kako se nalazila između dvije supersile, Rimskog Carstva i Perzijskog Carstva, često je bila mjesto njihovih sukoba. U sljedećim stoljećima Armensko kraljevstvo je izmjenjivalo razdoblja autonomija s razdobljima stranih vladara kao što su: Asirci, Perzijanci, Grci, Parti, Rimljani, Bizant, Arapi, Mongoli, i naposljetku Perzijanci i Osmanlije.
Armenska vjera u to vrijeme je bila mazdaistički zoroastrizam orijentiran na štovanje Mihra (Mitre), a kršćanstvo se počelo širiti već oko 40. godine. 
Armenska dinastija Arsakida ili Aršakuni (arm. Արշակունի) je vladala armenskim kraljevstvom od 54. do 428. godine. Nekad je bila ogrankom iranskih partskih Arsakida, a onda su postali posebnom armenskom dinastijom. Arsakidski kraljevi su uz prekide vladali kroz kaotične godine nakon pada dinastije Artaksida od 62. kad je Trdat I. Armenski osigurao arsakidsku vlast u Armeniji. Neovisni vladarski niz je uspostavio Vologaz II. Armenski (Valarses/Vagaršak) 180. godine. Dva najvažnija događaja u armenskoj povijesti za vrijeme vlasti ove dinastije su konverzija Armenije na kršćanstvo koju je sproveo sveti Grgur Prosvjetitelj 301. i stvaranje armenskog pisma kojeg je napravio sveti Mesrop Maštoc 405. godine. Kralj Trdat III. (238. – 314.) je već 301. godine proglasio kršćanstvo državnom vjerom, postavši prva država koja je formalno preuzela kršćanstvo kao službenu državnu vjeru - 12 godina prije Rima (za vrijeme cara Galerija i službene rimske tolerancije kršćanstva), i 36 godina prije krštenja Konstantina Velikog. Armenska apostolska crkva je imala svoje sjedište (katolikos) u Ečmijadzinu, a ime je dobila jer su je navodno osnovali sami apostoli Sveti Juda Tadej i Sveti Bartol koji su propovijedali po Armeniji.
Nakon propasti Armenskog kraljevstva 428. godine, većinom je potpala pod vlast Sasanidske Perzije kao vojna krajina (marcpanat pod upravom generala), dok je manji dio bio poluneovisna kneževina pod Bizantskim Carstvom. Armenski marcpanat je nakon ustanka 451. godine ostvario vjersku slobodu i gotovo potpunu autonomiju od Sasanida, sve do 636. godine kada ju osvajaju Arapi.

### Arapska vlast
Halid ibn al-Walid je nakon osvajanja Jazire koncem ljeta 638. zapovijedio osvajanje bizantskog teritorija sjeverno od nje. Kampanja na Armeniju i Anatoliju uključila je zauzimanje Edesse, Amide (Diyarbakır), Malatyje te upade na Bizantsku Armeniju sve do regije Ararata i u središnju Anatoliju. Bizantska Armenija osvojena je 638. – 369. godine. Perzijska Armenija pala je pod arapski Rašidunski Kalifat do 645. godine.
Od 645. je dvjesta godina Armenija bila pod arapskom vlašću. Završilo je uspostavom bagratidskim kraljevstvom Armenije 885. godine.
Armenski emirat je bio neovisna kneževina u sklopu Arapskog Carstva kojim je upravljao armenski knez kojeg je morao priznati bagdadski kalif, ali i Bizantski car. U to vrijeme su se s Armenijom ujedinila i područja koja su bila pod bizantskom vlašću, a prostirala se i na područjima Gruzije, Kavkaške Albanije. Prijestolnica joj je bila u gradu Dvinu.

## Srednjovjekovna Armenija
Kada je Arapsko Carstvo oslabjelo 884. godine, Armenija je ostvarila svoju autonomiju pod dinastijom Bagratida, koja je potrajala sve do 1045. godine. Bagratidska Armenija je imala prijestolnicu u Aniju (danas u Turskoj) a sastojala se od nekoliko neovisnih kneževina kao što je bilo Kraljevstvo Vaspurakan (oko jezera Van u današnjoj Turskoj) kojim su vladali Artsruni.

### Neovisna Armenska kraljevstva
Bizantsko Carstvo osvaja Armeniju 1045. godine, ali je već nakon bitke kod Mancikerta 1071. godine osvajaju Turci Seldžuci. Kako bi izbjegao sudbinu njegovog rođaka, bagratidskog kralja Gagika II., vladar Anija, Roupen, sa svojim vojnicima bježi u planine Taurusa i naposljetku u Kilikiju gdje je osnovao Kilikijsko Armensko Kraljevstvo.
Kilikijsko kraljevstvo je bilo veliki saveznik križarima i predstavljalo se bastionom kršćanstva na Istoku. Vjerodostojnost među Armencima je dobilo prijenosom katolikosa (vjerskog središta Armenske apostolske crkve) u Kilikiju.
Slabljenjem Seldžučkog Carstva početkom 12. stoljeća, armenski kneževi dinastije Zakarida su osnovali Zakaridsku Armeniju na području sjeverne i istočne Armenije. Ova Armenija je opstala kao neovisna kneževina koja je priznavala vlast najprije Seldžuka, potom Gruzijskog kraljevstva, Azerbajdžanskih Ildizugida i Horezmijskog Carstva. Plemićka obitelj Orbelian je dijelila kontrolu nad ovom Armenijom s vladarskom dinastijom Zakarida, osobito u pokrajinama Sjunik i Vajoc Dzor. Propala je nakon Mongolske invazije 1230-ih, nakon koje su uslijedile invazije drugih srednjoazijskih kraljevstava (Kara Koyunlu, Timuridsko Carstvo i Ak Koyunlu).
Kilikijska Armenija je najprije Mongole učinila svojim saveznicima, ali nakon što su ovi prešli na islam podlegli su napadima Mameluka iz Egipta i konačno propala 1375. godine.
God. 1454., Otomansko Carstvo i Safavidska Perzija su podijeli armenska područja.

## Perzijska Armenija
Zbog svog strateškog položaja, Armenija je bila područje ratovanja Osmanlija i Perzijanaca, tako je npr. grad Erevan tijekom Tursko-Perzijskih ratova od 1513. do 1737. godine četrnaest puta prešao iz ruke u ruku.
God. 1604., perzijski šah Abas I. je pokrenuo pohod na tada osmansku dolinu Ararat i oprezno je napredovao osvajajući grad po grad. Nakon dojave da se približava nadmoćna vojska osmanskog vojskovođe Sinan Paše odlučio se povući, ali kako bi onemogućio opskrbu osmanske vojske potjerao je oko 300.000 Armenaca na jug preko rijeke Aras na područje pod kontrolom Perzije, sve do Isfahana. Pretpostavlja se da je polovica prognanih Armenaca preminulo u putu, što podavljeni u rijeci, a što od gladi i iznemoglosti, pa čak i kanibalizma. Sinan Paša bio je primoran prezimiti u Vanu, a vojska koju je poslao u potjeru za Abasom je poražena i Perzija je do 1606. godine osvojila sva područja koje je ranije izgubila od Osmanlija. Zahvaljujući ovoj okrutnoj taktici, u novoosnovanom Erevanskom Kanatu koji je osnovao šah Ahbas I., bilo je tek oko 20% Armenaca.
Perzijanci su također osnovali kanate sa sjedištima u Nahičevanu i Karabahu gdje su za upravitelje postavljali Turke ili Kurde. Nakičevanski Kanat i Karabaški Kanat su priznavali vlast Perzije, ali su zapravo bile neovisne države.

## Ruska Armenija
Nakon Rusko-Perzijskog rata (1826. – 28.) perzijski dijelovi Armenije (koji otprilike odgovaraju današnjim granicama Armenije) su pripali Ruskom Carstvu i postali su njegovom "Pokrajinom Erevan". Za razliku od Armenaca u Osmanskom Carstvu, Armenci u Rusiji su živjeli u relativnom miru, izuzmemo li česte sukobe s Tatarima i Kurdima, osobito početkom 20. stoljeća.
U Rusko-turskom ratu (1828. – 1829.), Rusi i Osmanlije su ratovali i na području Armenije, te je nakon ruske pobjede dio turske Armenije pripao Rusiji.

## Turska Armenija
Dijelovi Armenije pod Osmanskom upravom su imali značajnu autonomiju i živjeli su u relativnom suživotu s drugim narodima, no kad su pokušali ostvariti veća socijalna prava (koja su imali muslimani), sultan Abdul Hamid II. je organizirao tzv. "Hamidijski pokolj" od 1894. – 96. godine u kojima je ubijeno od 80,000 do 300,000 Armenaca. Zbog toga su ga prozvali "Crveni sultan" ili "Krvavi sultan". 
Nakon mladoturske revolucije kojom su sultani zbačeni s vlasti, ukinuto Osmansko Carstvo i uspostavljena Republika Turska, Armenci su se ponadali boljem statusu. Tako su europske sile i Rusija poticale uspostavu pokrajine od šest vilajeta gdje su Armenci činili većinu (tzv. "Armenski paket reformi"), pod upravom europskog inspektora, na što je Turska napokon pristala u veljači 1914. godine. No, odmah po početku Prvog svjetskog rata vlada iz Istanbula je vidjela Armence kao potencijalne neprijatelje i uslijedio je tzv. Armenski genocid od 1915. – 16. u kojemu je život izgubilo oko 600,000 Armenaca, a zapadni armenski jezik je potpuno nestao.
Mnogi ova dva turska pokolja Armenaca smatraju jedinstvenim događajem u tridesetak godina te se Armenci bore za međunarodno priznanje i tursko priznanje krivice. U Armeniji se 24. travnja obilježava Dan mučenika ili Dan Armenskog genocida kojim se obilježavaju žrtve ovih stradanja.

## Demokratska Republika Armenija
Iako je Ruska vojska u Prvom svjetskom ratu osvojila većinu armenskih područja u Turskoj, granice su vraćene na prijeratne zbog Oktobarske revolucije 1917. godine. U to vrijeme, Istočna Armenija, Gruzija i Azerbajdžan, koje su bile pod ruskom vlašću, pokušale su osnovati Transkavkašku Demokratsku Republiku (ruski: Закавказская демократическая Федеративная Республика, ЗКДФР ) koja je potrajala samo od veljače do svibnja 1918. godine kada su se sve tri članice odlučile osamostaliti. Jedna od država koje su nastale bila je i Demokratska Republika Armenija (DRA), osnovana 28. svibnja.
Demokratska Republika Armenija je također bila kratkoga vijeka tijekom kojeg su trajali ratovi i pogranične razmirice, veliki priliv izbjeglica iz Turske, a raširile su se zaraze i narod je gladovao. Antanta je pokušavala pomoći Armeniji humanitarnom pomoću i ratnom podrškom un borbi protiv Turske i nakon rata su isplanirale joj pripojiti armenska područja u Turskoj (tzv. "Wilsonova Armenija"), što je potvrđeno Mirovnim ugovorom u Sèvresu. Samo nekoliko dana prije toga, 5. kolovoza 1920. god., Mihran Damadian je proglasio Kilikiju neovisnim armenskim protektoratom Francuske
Mustafa Kemal Atatürk je odbacio ove sporazume i iskoristio je ovu priliku da zbaci monarhiju i uspostavi Tursku republiku sa sjedištem u Ankari. Jedna od prvih njegovih akcija bila je pokretanje Tursko-Armenskog rata. Turski general Kazim Karabekir je uspio osvojiti armenska područja koja je Rusija oduzela Turskoj 1878. godine i rat je okončan 2. prosinca 1920. godine Mirovnim sporazumom u Aleksandropolu. Sporazumom je Armenija morala raspustiti svoju vojsku, prepustiti Turskoj više od 50% svog teritorija i odustati od plana Wilsonove Armenije. Prije no što je sporazum ratificiran, Crvena armija je izvršila invaziju Armenije kod grada Ijevana 29. studenog i do 4. prosinca ušla je u Erevan okončavši DRA.

## Sovjetska Armenija
Armenija je anektirana u boljševističku Rusiju i zajedno s Gruzijom i Azerbajdžanom je ponovno uključena u Transkavkašku Socijalističku Federativnu Sovjetsku Republiku (ruski: Закавказская Советская Федеративная Социалистическая Республика –  ЗСФСР), 4. ožujka 1922. godine. Ovom aneksijom Tursko-Sovjetski Sporazum iz Karsa je zamijenio Aleksandropolski sporazum, te je SSSR preuzeo kontrolu nad Adžarijom i gruzijskom lukom Batuni, dok su Sovjeti Turcima predali gradove Kars, Ardahan i Iğdır, tada s većinskim armenskim stanovništvom.
Transkavkaška SFSR je potrajala do 1936. godine kada su od nje nastale tri sovjetske republike: Armenska SSR, Azerbajdžanska SSR i Gruzijska SSR). Armenci su tijekom sovjetske vlasti uživali razdoblje relativne stabilnosti, pskrba hranom i drugim potrepštinama, te medicinski uvjeti su se poboljšali. Jedino je Armenska apostolska Crkva trpila, a nakon dolaska Staljina na vlast, u sklopu njegovih Velikih čistki, deseci tiruća Armenaca su pogubljeni ili deportirani.
Tijekom Drugog svjetskog rata Armenija je izbjegla velika stradanja koja su zadesila druge krajeve SSSR-a, jer Nacisti nisu uspjeli doći do Zakavkazja gdje su bila bogata Azerbajdžanska naftna polja. Ipak je od oko 1,4 milijuna Armenaca oko pola milijuna bilo mobilizirano, od čega je oko 175.000 poginulo u ratu.
Staljin je 1923. godine od Armeije odvojio autonomnu pokrajinu Nahičevan (s većinskim Azerskim stanovništvom), ali i Gorski Karabah (s većinskim Armenskim stanovništvom) i uklopio ih u Azerbajdžansku SSR. Smrću Staljina 1953. godine Armenija započinje svoj ubrzani razvoj, a crkva doživljava obnovu za katolikosa Vazgena I. 1955. godine. Nakon velikih masovnih demostracija povodom pedesete godišnjice Armenskog genocida, u Erevanu je izgrađen Spomenik žrtvama 1967. god.
Tijekom Gorbačevovog predsjedavanja SSSR-om 1980-ih, reformama Glasnost i Perestrojka, Armenci su počeli zahtijevati zaštitu okoliša od sovjetskih industrijskih pogona. Napetosti su porasle kada su Armenci iz Gorskog Karabaha počeli tražiti ujedinjenje s Armenskom SSR. Nakon mirnih prosvjeda u Erevanu 1988. godine, Azerbajdžanske vlasti u gradu Sumgaitu su odgovorile nasilnim pogromom Armenaca ("Sumgaitski pogrom"). Armenske nevolje 1988. godine je zasjenio katastrofalan potres u Spitaku magnitude 7.2 Richterove ljestvice, prilikom kojega je poginulo oko 25.000 ljudi. Nakon što Gorbačov nije uspio riješiti armenski problem u Gorskom Karabahu, u svibnju 1990. god. osnovana je "Nova armenska vojska", samostalna oružana snaga, neovisna od Sovjetske Crvene armije. Nije trebalo dugo da se ova vojska sukobi s privremeno osnovanim "Sovjetskim snagama sigurnosti (MVD)" u Erevanu nakon što su Armenci odlučili obilježiti godišnjicu osnutka Armenske Demokratske Republike iz 1918. god. Posljedica puščane borbe je bila smrt pet Armenaca na kolodvoru željezničke postaje. Sukobi su se nastavili u obližnjem Sovetašenu gdje je poginulo 26 ljudi, većinom Armenaca. Pogrom Armena u azerbajdžanskom gradu Baku 13. siječnja 1990. godine nagnao je oko 200.000 Armenaca iz Bakua na zbjeg u Armeniju.
Dana 17. ožujka 1991. godine, Armenci su zajedno s Gruzijcima, Moldavcima i Baltičkim narodima, na referendumu Unije neovisnih država, sa 78% glasova odlučili o izlasku iz Sovjetskog saveza.

## Moderna Armenija
Armenija je proglasila neovisnost 23. kolovoza 1991. godine kao prva ne-baltička zemlja koja je izašla iz unije. Postsovjetske godine u Armeniji su obilježene gospodarskim problemima i otvorenim oružanim sukobom Armenaca iz Gorskog Karabaha s Azerbajdžanom. Azerbajdžan je, još dok su obje države bile dio SSSR-a, produbio gospodarsku krizu blokadom željezničkih i zračnih putova Armenije, čime je 85% armenskog gospodarskog prometa bilo obustavljeno. God. 1993., Turska je dala podršku Azerbajdžanu blokadom Armenije sa zapadne strane.
Rusi su posredovali u okončanju "Karabaškog rata" 1994. godine, i pretpostavlja se kako je do tada u sukobima poginulo oo 30.000 ljudi, a više od milijun osoba je raseljeno. Armenci Gornjeg Karabaha su dočekali prekid vatre kao svojevrsni "pobjednici" osiguravši 14% teritorija međunardno priznatih granica Azerbajdžana i spojivši se fizički s Armenijom. Od tada Armenija i Azerbajdžan, uz posredovanje OSCE-a, pokušavaju uspostaviti trajni mir i rješenje statusa Gorskog Karabaha. Do tada, gospodarstva obje države pate, a granice Armenije s Azerbajdžanom i Turskom ostaju zatvorene.
Na pragu 21. stoljeća Armenija ima mnogo problema, no uspijeva polako napredovati. Do 2009. godine država je uspjela obaviti prijelaz s državnog na tržišno gospodarstvo i danas je na 36 mjestu po gospodarskim slobodama u svijetu. Povoljni međudržavni odnosi s europskim zemljama, zemljama Bliskog Istoka, te Zajednicom Neovisnih Država omogućili su Armeniji povećanje trgovine. Plin ulje i drugi izvori energija dolaze kroz dva vitalna puta: Iran i Gruziju, s kojima Armenija održava posebno dobre odnose.

## Vanjske poveznice
- Podrijedtlo Armenaca (arm.)  Arhivirana inačica izvorne stranice od 24. srpnja 2020. (Wayback Machine) (engl.)
- Povijest Armenije  Arhivirana inačica izvorne stranice od 30. svibnja 2013. (Wayback Machine) (engl.)
- Izvori o Armenskoj povijesti (Robert Bedrosian)